# 穆罕默德·拉马扎诺夫
穆罕默德·叶利达罗维奇·拉马扎诺夫（俄语：Магомед Эльдарович Рамазанов，1993年5月22日—），為俄罗斯、保加利亚男子摔跤运动员，主攻羽量级赛事、效力于ONE冠军赛（ONE Championship）。其以凌厉的拳法和敏捷性著称，擅长快速终结比赛，其战斗风格被媒体称为“短剑”（Dagger）。
2020年欧洲摔跤锦标赛男子自由式79公斤级、2024年夏季奥林匹克运动会男子自由式86公斤级金牌得主。